# Husköp i blindo
Husköp i blindo är en realityserie som hade premiär på Viaplay den 19 september 2023. Säsong 2 hade premiär den 8 oktober 2024. Programledare för serien är Carin da Silva. Som stöd har hon inredningsexperten Lena Nyholm och en experter inom fastighetsaffärer, Sebastian Stojanovic. Programmet är baserat på det danska programmet Buying Blind Denmark som visats på Viaplay i Danmark.

## Handling
I programmet lägger de medverkade huspekulanterna över ansvaret till programmets experter att hitta det perfekta hemmet. En mäklare, en byggare och en inredningsarkitekt får ansvaret att köpa, bygga och renovera hemmet. Deltagarna blir transporterade till hemmet i ögonbindel innan de får ta emot nyckeln till sitt nya hem.

## Medverkande
- Carin da Silva
- Lena Nyholm
- Sebastian Stojanovic